# شوشنور
شوشنور (انگلیسی: Shushnur) یک شهرک در شهرستان کراسنوکامسکی استان باشقیرستان کشور روسیه است.